# Маторани
Маторани (енгл. Grown Ups) амерички је хумористички филм из 2010. године, у режији Дениса Дугана, по сценарију Адама Сандлера и Фреда Вулфа. Главне улоге глуме Сандлер, Кевин Џејмс, Крис Рок, Дејвид Спејд, Роб Шнајдер, Салма Хајек, Марија Бело и Маја Рудолф. Говори о пет најбољих пријатеља који су 1978. године освојили првенство у кошарци у средњој школи. Они се поново окупљају три деценије касније током викенда поводом прославе Дана државности након што су сазнали за изненадну смрт њиховог кошаркашког тренера.
Приказан је 25. јуна 2010. у САД, односно 9. септембра у Србији. Упркос томе што је добио негативне критике критичара, зарадио је 271 милион долара и довео до стварања наставка, Маторани 2, 2013.

## Радња
Маторани, са Адамом Сандлером је комедија о петорици пријатеља и некадашњих саиграча који се окупљају после много година како би одали пошту преминулом кошаркашком тренеру из детињства. Са супругама (Салма Хајек, Марија Бело и Маја Рудолф) и децом као пртљагом, они проводе празнични викенд у кући на језеру у којој су прослављали победе и титуле годинама раније. Настављајући тамо где су стали, откривају да старити не значи и одрасти.

## Улоге
| Глумац               | Улога                        |
| -------------------- | ---------------------------- |
| Адам Сандлер         | Лени Фејдер                  |
| Кевин Џејмс          | Ерик Ламонсоф                |
| Крис Рок             | Курт Макензи                 |
| Дејвид Спејд         | Маркус Хигинс                |
| Роб Шнајдер          | Роб Хилард                   |
| Салма Хајек          | Роксен Чејс Фејдер           |
| Марија Бело          | Сали Ламонсоф                |
| Маја Рудолф          | Дијан Макензи                |
| Џојс ван Патен       | Глорија Нунан                |
| Ебони Џо Ен          | Мама Ранзони                 |
| Ди Квон              | Рита                         |
| Колин Квин           | Дики Бејли                   |
| Стив Бусеми          | Вили                         |
| Тим Медоуз           | Малколм                      |
| Медисон Рајли        | Џасмин Хилард                |
| Џејми Чунг           | Амбер Хилард                 |
| Ешли Лорен           | Бриџет Хилард                |
| Џејк Голдберг        | Грег Фејдер                  |
| Камерон Бојс         | Кити Фејдер                  |
| Алексис Никол Санчез | Беки Фејдер                  |
| Ејда-Никол Сангер    | Дона Ламонсоф                |
| Наџи Јетер           | Андре Макензи                |
| Чајна Ен Маклејн     | Шарлот Макензи               |
| Блејк Кларк          | Боби Фердинандо              |
| Тим Херлихи          | пастор                       |
| Норм Макдоналд       | Гизер                        |
| Ден Патрик           | Норби                        |
| Џонатан Лоран        | Робидо                       |
| Кевин Грејди         | Мазби                        |
| Ричи Минервини       | Тардио                       |
| Џеки Титон Сандлер   | Џеки Тардио                  |
| Сејди Сандлер        | Сејди Тардио                 |
| Сани Сандлер         | Сани Тардио                  |
| Денис Дуган          | судија                       |
| Лиса М. Франсис      | супруга Дикија Бејлија       |
| Беркли Холман        | син Дикија Бејлија           |
| Џ. Д. Донарума       | Маркусов отац                |
| Алек Масер           | набилдовани лик у аква-парку |